# Кікн (син Посейдона)

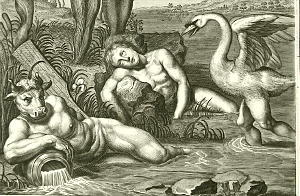
Кікн

Кікн (грец. Κύκνος —  лебідь) — син Посейдона й Каліки, цар Колона.
Покинутого матір'ю Кікна вигодував лебідь. Звідси припущення, що Кікн первісно міг бути символом морської пучини. Ставши дорослим, Кікн одружився з дочкою Лаомедонта Проклеєю, від якої мав дітей Тенеса й Гемітею. Після смерті Проклеї одружився з Філономою.
Філонома закохалася в Тенеса, а коли той не відповів взаємністю, звела наклеп, ніби він переслідує її. Кікн наказав посадити Тенеса й Гемітею в скриню й кинути в море, але вони врятувались. Пізніше, коли Тенес став володарем і назвав свою країну Тенедом, Кікн намагався помиритися з ним.
Кікн був невразливим до ударів, помер, задушений Ахіллесом.